# از غبار بپرس
از غبار بپرس (انگلیسی: Ask the Dust)یک رمانتیک و درام آمریکایی به کارگردانی رابرت تاون است که در سال ۲۰۰۶ منتشر شد.

## موضوع فیلم
نویسندهٔ جوانی به نام «آرتورو باندینی» (کالین فارل) و «کامیلا» (سلما هایک)، پیشخدمتی مکزیکی، از همان نخستین ملاقات به هم علاقه‌مند می‌شوند ولی «باندینی» قدر نمی‌شناسد و با او رفتاری توهین‌آمیز دارد و سرانجام نیز رهایش می‌کند و با «ورا ریوکین» (آدینا منزل)، زنی متزلزل رابطه برقرار می‌کند.

## بازیگران
- کالین فارل
- سلما هایک
- دونالد ساترلند
- آدینا منزل
- آیلین اتکینز
- جاستین کرک
- ویلیام میپاتر